# Sistema de classificação da Marinha Real Britânica

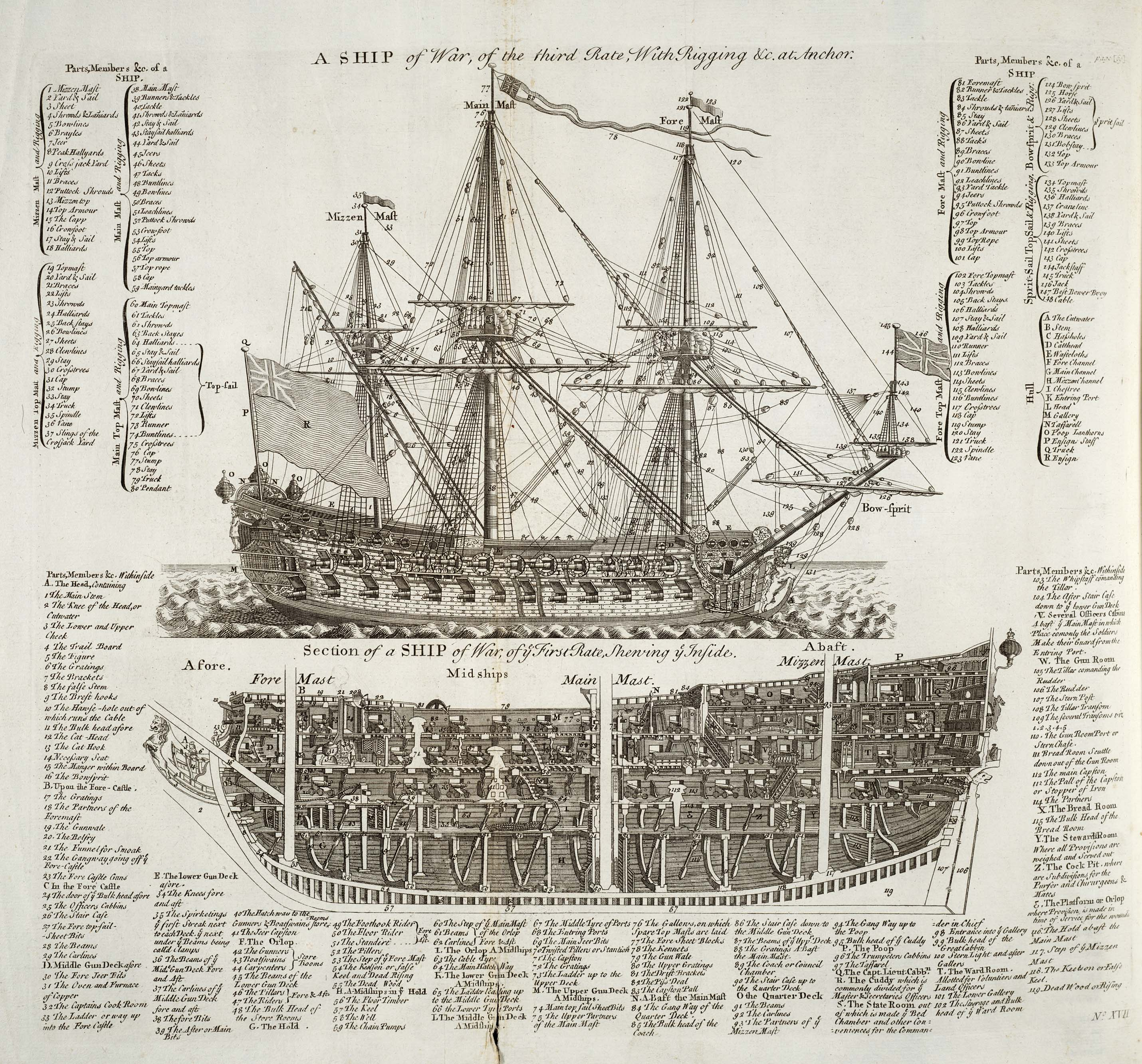
Diagrama com um navio de 1ª e 3ª categorias

O Sistema de classificação da Marinha Real Britânica é um sistema que a Marinha Real Britânica utilizou para categorizar os navios de guerra entre os séculos XVII e XIX. Inicialmente, esta classificação tinha por base o número de homens; mais tarde, aquela base passou a ser o número, e o peso total, de canhões a bordo.

## Quadro de categorias (durante asGuerras Napoleônicas)
| Tipo             | Categoria     | Armamento | Armanento de Convés | Tripulação | Tonelagem aproximada em BOM | N° ativo em 1794 | N° ativo em 1814 |
| ---------------- | ------------- | --------- | ------------------- | ---------- | --------------------------- | ---------------- | ---------------- |
| Navio de linha   | 1ª Categoria  | 100 a 120 | 3                   | 850 to 900 | 2.500                       | 5                | 7                |
| Navio de linha   | 2ª Categoria  | 90 a 96   | 3                   | 700 to 750 | 2.200                       | 9                | 5                |
| Navio de linha   | 3ª Categoria  | 64 a 86   | 2                   | 500 a 650  | 1.750                       | 71               | 87               |
| Navio de linha   | 4ª Categoria  | 48 a 60   | 2                   | 320 a 420  | 1.000                       | 8                | 8                |
| Fragata          | 5ª Categoria  | 32 a 44   | 1 ou 2              | 200 a 300  | 700 a 1.450                 | 78               | 123              |
| Fragata          | 6ª Categoria  | 20 a 28   | 1                   | 140 a 200  | 450 a 550                   | 32               | 25               |
| Sloop-of-war     | Sem categoria | 16 a 18   | 1                   | 90 a 125   | 380                         | 76               | 360              |
| Brigue ou Cutter | Sem categoria | 6 a 14    | 1                   | 5 a 25     | 220                         |                  |                  |

## Navios de 1ª Categoria

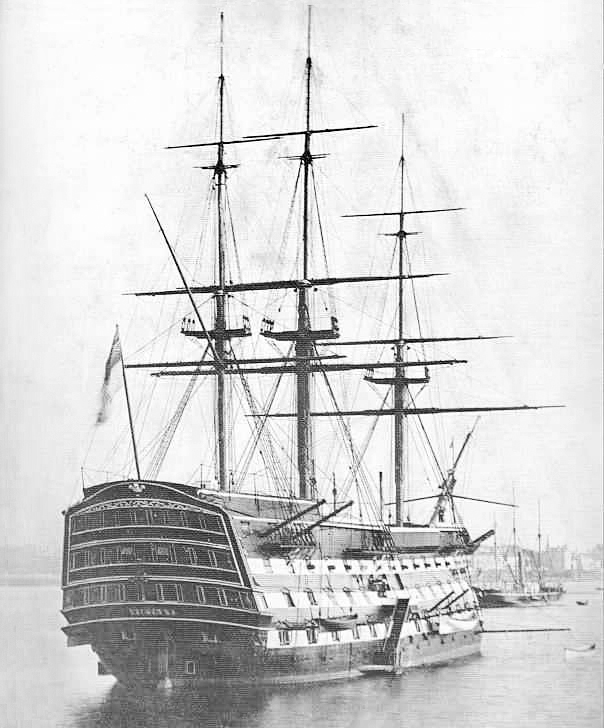
HMS Victory em 1884

### Descrição
Os navios de 1ª categoria eram os maiores dentre os navios de linha da marinha britânica, com mais de 100 canhões divididos por 3 cobertas. Transportavam mais de 800 homens e podiam atingir um peso de mais de 2.500 toneladas.

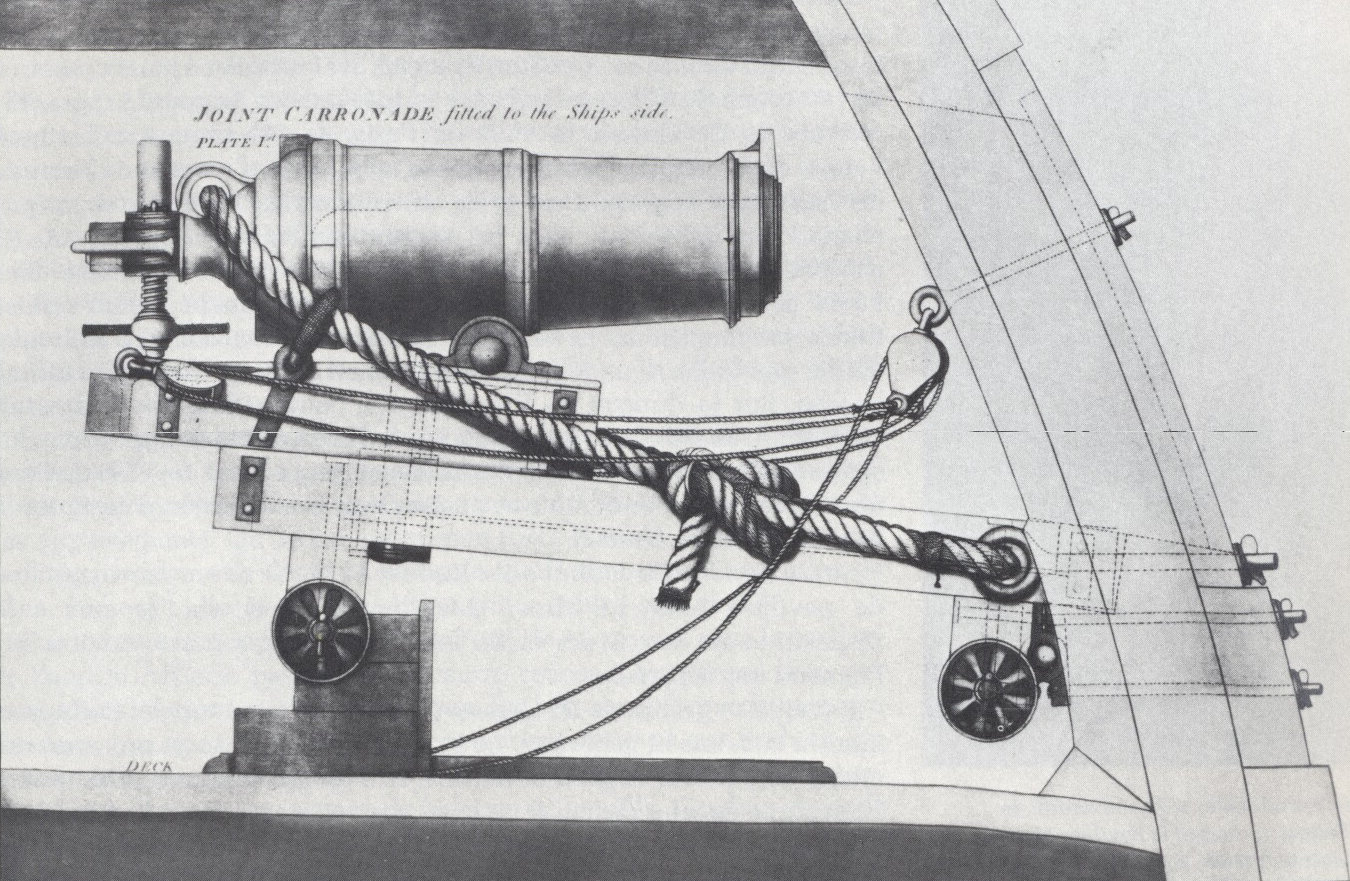
Diagrama de um carronade

Do sistema original de classificação, datado de 1670, os navios de 1ª categoria tinham exatamente 100 canhões. No entanto, com o passar dos anos, os navios foram equipados com mais armamento, mantendo-se a sua designação. Para além destes canhões, habitualmente do maior calibre possível, estes navios dispunham de carronades, um tipo de canhão de menor dimensão, destinado a aumentar o poder de fogo de curto alcance.
Embora fossem dos navios de guerra mais potentes, os de 1ª categoria eram lentos e difíceis de manobrar. Para ter estabilidade, a coberta de nível mais baixo tinha que se situar ao nível do mar e, em águas mais agitadas, as portas por onde os canhões saíam tinham que estar fechadas, limitando o uso desta coberta.
Os navios desta dimensão eram muito caros. Como tal, os únicos cinco navios desta categoria de que a marinha britânica dispunha, em 1794, estavam apenas a serviço do Almirante.
Sendo estes os navios mais poderosos da frota, era habitual compará-los a outros navios de outros Países, dando-lhes a mesma designação, embora esta classificação fosse apenas usada na Marinha Real Britânica.

### Atualmente (2009)
Existem apenas 2 destes navios, sendo o mais famoso o HMS Victory, do Almirante Horatio Nelson, que fez parte da frota da Batalha do Cabo Trafalgar.
Dois outros navios famosos foram o HMS Royal Sovereign, abatido em 1841, e o HMS Britannia, abatido em 1825.